# Acroletto
L'acroletto è la lingua più elevata all'interno di un sistema sociale e culturale.
Un esempio tipico di acroletto è il latino medievale: in epoca medievale infatti le lingue romanze venivano usate per la comunicazione giornaliera ed a scopi prevalentemente pratici (ossia in funzione di basiletto), mentre il latino era la lingua della cultura e della Chiesa, e veniva adoperato nei contesti più prestigiosi.
Analogamente in Italia la lingua italiana svolge ancora funzioni di acroletto rispetto ai dialetti.
Certamente fino alla diffusione della scuola dell'obbligo e della televisione, e prima della migrazione interna degli anni '50-'70, l'italiano era prevalentemente un acroletto, poco utilizzato nei contesti pratici.
Generalmente lo status di acroletto è dovuto alla scelta di tale lingua come lingua ufficiale da parte di uno stato o di una chiesa. Talvolta è la comunità degli intellettuali, in epoche in cui l'analfabetismo era diffuso, che adotta una lingua letteraria nazionale.
Il fiorentino è stato scelto come lingua letteraria di tutt'Italia dai letterati della Penisola durante il Rinascimento. È anche vero, tuttavia, che l'adozione di questa lingua, ribattezzata "italiano", come lingua ufficiale dei singoli stati preunitari e poi dell'Italia unita, ne ha definitivamente sancito lo status di acroletto nazionale.
In moltissime comunità del mondo è possibile assistere a situazioni di diglossia, cioè alla presenza di più lingue, che spesso vengono usate in contesti e con funzioni differenti.